# جواز سفر بروناي
جواز سفر بروناي يصدر لمواطني بروناي لغرض السفر الدولي. عندما كانت بروناي محمية بريطانية استخدمت جوازات السفر البريطانية.

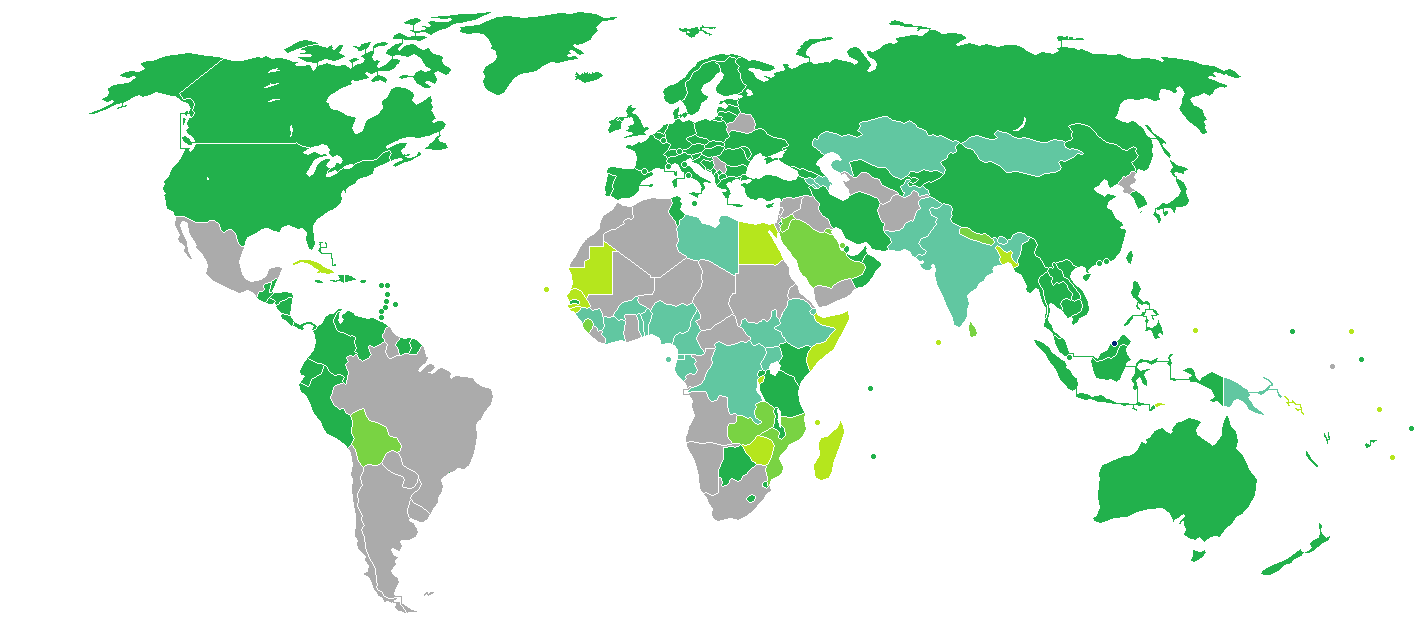
البلدان والأقاليم التي لا تفرض تأشيرة أو تطلب تأشيرة دخول عند الوصول للجهة، لحاملي جواز سفر بروناي.

## اللغات
صفحة البيانات والمعلومات مطبوعة باللغتين الملايوية والإنجليزية.

## جواز السفر الإلكتروني
منذ 5 مايو 2008 تصدر بروناي جواز يحتوي على ميزات إلكترونية. يحتوي جواز السفر الإلكتروني رقاقة تخزن صورة الوجه وبصمات الأصابع بشكل دائم وتستخدم آلة الطباعة الليزرية للتحقق من المالك الشرعي للجواز.

## متطلبات التأشيرة
اعتبارًا من 28 سبتمبر 2019 كان لدى مواطني بروناي إمكانية دخول 165 دولة وإقليم بدون تأشيرة أو تأشيرة عند الوصول، مما جعل جواز سفر بروناي يحتل المرتبة 21 في العالم من حيث حرية السفر وفقًا لمؤشر هينلي لجوازات السفر. بالإضافة إلى ذلك، صنف مؤشر جواز سفر آرتون كابيتال جواز سفر بروناي في المرتبة 15 في العالم من حيث حرية السفر، في أكتوبر 2019.